# Орлов, Борис Сергеевич
Бори́с Серге́евич Орло́в (19 мая 1930, Рязань — 12 февраля 2020, Москва) — советский и российский политолог, историк, теоретик социал-демократии, политический деятель, путешественник, журналист. Доктор исторических наук (1980), заслуженный деятель науки Российской Федерации (2002).

## Биография
Родился в семье школьного учителя и библиотекаря.
В 1948 году окончил вечернюю школу рабочей молодежи в городе Электростали Московской области (с 1947 по 1949 работал на заводе № 12 в том же городе).
В 1954 году окончил Московский государственный институт международных отношений (МГИМО) МИД СССР, факультет международного права, специальность: «юрист — специалист по международному и государственному праву».
В 1968—1969 учился в заочной аспирантуре МГИМО.
В 1969 году в Институте международного рабочего движения АН СССР защитил диссертацию на степень кандидата исторических наук по теме «Социально-политические корни западногерманского неонацизма».
В 1983 году защитил диссертацию на степень доктора исторических наук по теме «Идейная борьба вокруг программных установок в западногерманской социал-демократии (1945—1975 гг.)». Профессор.

### Журналист
В 1954—1961 работал на Московском радио корреспондентом в немецкой редакции.
С 1961 по 1968 — в газете «Известия» в отделе социалистических стран: специальным корреспондентом в ГДР, а затем политическим обозревателем.
С 20 августа 1968 был специальным корреспондентом в Праге. После отказа давать необъективную, на его взгляд, информацию о вводе советских войск в Чехословакию был уволен из газеты.

### Учёный
В 1969 году работал в Институте конкретных социальных исследований Академии наук СССР (ИКСИ), заведующий редакционно-издательским отделом информации.
С 1970 работал в Институте научной информации по общественным наукам Академии наук (ИНИОН), старший научный сотрудник, заведующий сектором проблем международного социал-демократического движения, главный научный сотрудник. Специалист по проблемам социал-демократии, преимущественно, германской.

### Политик
В 1987 году выступил с докладом на социал-демократической фракции московского клуба «Демократическая перестройка».
В июне 1989 читал курс лекций в социал-демократической школе города Таллин.
В 1990 был приглашен на учредительный съезд Социал-демократической партии России (СДПР).
В марте 1991 вступил в члены СДПР. На III съезде СДПР (май 1991) был избран членом президиума правления СДПР.
В мае-декабре 1992 года был председателем СДПР. После серии конфликтов в руководстве партии по поводу поддержки курса руководства страны сложил полномочия Председателя, но в 1995 стал членом Совета старейшин партии.
С 2000 — член политического комитета Российской объединенной социал-демократической партии (РОСДП, лидер — Михаил Горбачёв), главный идеолог партии.
С 2002 — член политсовета СДПР (партия создана в результате объединения РОСДП и Российской партии социальной демократии; использовала наиболее известный бренд современных российских социал-демократов).

## Труды
- Поиск в пути. Очерки о Германской Демократической Республике. — М.: Издательство политической литературы. — 1968, 246 с.
- Общественно-политические взгляды Вилли Брандта: Аналитический обзор. М., ИНИОН, 1972.
- Общественно-политические взгляды Гельмута Шмидта: Аналитический обзор. М., ИНИОН, 1974.
- СДПГ: Идейная борьба вокруг программных установок. 1945—1975 гг. М.: Наука, 1980.
- Социал-демократия в современном мире. М., 1991.
- Политические партии и демократия в постсоветской России. М., 1998. (редактор)
- Российская социал-демократия и современность (к 100-летию РСДРП). М., 1998.
- Политический портрет Герхарда Шрёдера. М., 1999.
- На перекрестках судьбы: Избранное. В 2-х томах. М., 2000.
- Социал-демократия как объект научных исследований в России. М., 2000.
- Этика как основа политической философии социал-демократии. М.: РАН ИНИОН., 2001.
- Социал-демократия: история, теория, практика. Работы 2000—2005 гг. / РАН ИНИОН. М.: Собрание, 2005.
- Германия с дальнего и ближнего расстояния. Статьи, доклады, дневники (1963—2005). М.: Памятники исторической мысли, 2005.
- Георгий Плеханов и Февральская революция 1917 года: Специализированная информация. / РАН ИНИОН. М., 2007.
- Социал-демократия в XXI веке: Проблемы, поиски, перспективы: Аналитический обзор / РАН ИНИОН. М., 2009.
- Проблемы идентичности в современной Германии: Аналит. обзор / РАН ИНИОН. М., 2012.
- Осмысление прошлого в совместных исследованиях ученых России и Германии: Аналит. обзор / РАН ИНИОН. М., 2014.